# Давід Чоліна
Давід Чоліна (хорв. David Čolina, нар. 19 липня 2000, Загреб, Хорватія) — хорватський футболіст, фланговий захисник клубу «Аугсбург» та молодіжної збірної Хорватії.

## Ігрова кар'єра

### Клубна
Давід Чоліна є вихованцем загребського «Динамо». Влітку 2018 року футболіст підписав контракт з клубом французької Ліги 1 «Монако». В основі монегасків Чоліна не провів жодного матчу, виступаючи лише за дублюючий склад. І влітку 2019 року футболіст повернувся до Хорватії, де підписав контракт на чотири роки з клубом «Хайдук». І в липні зіграв першу гру у новій команді.

### Збірна
У 2017 році Давід Чоліна у складі юнацької збірної Хорватії (U-17) брав участь у юнацькій першості Європи. З 2019 року Чоліна є гравцем молодіжної збірної Хорватії.